# Hr.Ms. Merbaboe (1941)
Hr.Ms. Merbaboe was een hulppolitiekruiser die in 1941 werd omgebouwd tot hulpmijnenveger en werd toegevoegd aan de Divisie Mijnenvegers IV onder commando van LTZ 3 P.A.H. Roozen als Hulpmijnenveger 10 (HMV 10) met als basis Soerabaja. Oorspronkelijk gebouwd om kleine hoeveelheden goederen of kleine aantallen personen te vervoeren tussen de verschillende eilanden van de Indonesische archipel.
Op 3 maart 1942 ontsnapte het schip aan inbeslagname door de Japanners en kwam op 10 maart aan in Broome, Australië. Het werd daar ingezet met als thuishaven Fremantle.
In december 1949 werd de Merbaboe overgedragen aan Indonesië.